# Chiesa dell'Immacolata Concezione (Albacete)
La chiesa dell'Immacolata Concezione (Iglesia de la Purísima Concepción in spagnolo), conosciuta anche come La Purísima, è un luogo di culto cattolico, ubicato a Albacete nel quartiere Carretas-Huerta de marzo.
Nel 1705, la chiesa dell'Immacolata Concezione era un eremo. Nel 1901 divenne una parrocchia indipendente. Durante la guerra civile spagnola divenne il quartier generale delle Brigate Internazionali.